# Текля Юневич
Текля Юневич (пол. Tekla Juniewicz, до шлюбу Дадак, пол. Dadak; 10 червня 1906, Крупське, Австро-Угорщина (зараз Миколаївський район, Львівська область, Україна) — 19 серпня 2022, Глівіце, Сілезьке воєводство) — польська супердовгожителька, найстаріша повністю верифікована людина в історії Польщі. Її вік (116 років 70 днів) підтверджено Групою геронтологічних досліджень. 20 липня 2017 року, після смерті Ядвіги Шубартович (111 років, 277 днів) Текля Юневич стала найстарішою нині живою людиною в Польщі. 24 квітня 2018 року вона перевершила польський рекорд довголіття Ванди Вержлейської (111 років, 317 днів). Вона стала першою повністю верифікованою людиною в історії Польщі, яка досягла віку 112, 113, 114, 115 та 116-ти років.

## Життєпис
Текля Дадак народилася 10 червня 1906 року в селі Крупське, Австро-Угорщина (зараз Миколаївський район, Львівська область, Україна) в сім'ї Яна Дадака і Катажини Шквирко. Вона була підданою імператора Франца Йосифа I.
У Крупському пані Текля провела перші роки свого життя. Там народилися дві її молодші сестри — Розалія та Катажина. Її батько працював на графа Лянцкоронського, мати була домогосподаркою. Текля Юневич згадувала матір як дуже красиву жінку. Вона загинула під час Першої світової війни.
У той час Текля ходила до школи Сестер Милосердя в Переворську, де навчилася шити, вишивати й допомагати на кухні.
Сестри називали Теклю «Kluska» («Галушка»). Вони були дуже добрі до неї і замінили матір, яку вона передчасно втратила. Через багато років вона часто відвідувала сестер разом зі своїми дочками.
У Переворську вона познайомилася з 43-річним Яном Юневичем, з яким одружилася 28 лютого 1927 року, у 21 рік. Після весілля вони переїхали до Борислава, де чоловік влаштувався працювати на озокеритову шахту. Незважаючи на 22 роки різниці, шлюб був дуже щасливим. У 1928 та 1929 роках народила двох дочок: Яніну й Урсулу.
Пані Текля часто відвідувала Варшаву і мала можливість взяти участь у парадах за участю Юзефа Пілсудського.
Вона любила завжди бути в русі. Їй подобалося кіно, грати в карти й суспільне життя. Вона багато читала і дбала за власним садом. Щасливе сімейне життя було перерване Другою світовою війною. Пані Текля згадувала, що обидві війни були жахливими, але друга — незрівнянно гіршою, бо в першій не було такого безжалісного й масового знищення людей.
Вона покинула свій будинок у листопаді 1945 року, коли разом з першою хвилею репатріації з родиною потрапила на деокуповані території.
Спочатку вони планували оселитися у Валбжиху, але за порадою друзів оселилися в Глівіце, де чоловік влаштувався на роботу в шахті «Сосниця». Текля займалася хатнім господарством і вихованням дочок.
Чоловік помер у 1980 році у віці 96 років. Текля Юневич жила одна до 103 років, аж поки її онук Адам не переїхав жити до неї, щоб допомагати по господарству і в повсякденних справах.

## Рекорди довголіття
- 10 червня 2016 року Теклі Юневич виповнився 110 років, і вона стала першим повністю верифікованим супердовгожителем в історії Сілезького воєводства. День народження ювілярка з повною віддачею, відсвяткувала в місцевому ресторані.[1]

- 10 червня 2017 року їй виповнилося 111 років, а 20 липня 2017 року померла 111-річна Ядвіга Шубартович з Любліна і Текля Юневич стала найстарішою нині живою людиною в Польщі.[1]
- 22 квітня 2018 року Текла Юневич побила національний рекорд довголіття у Польщі, який належав Ванді Вержлейській з Варшави (111 років, 317 днів), яка також народилася у Львівській області України.[1]
- 16 травня 2018 року вік Теклі Юневич було підтверджено Групою геронтологічних досліджень. Її дата народження, відповідно до сучасних стандартів, була підтверджена джерелами з різних періодів її життя.[1] Пошук оригіналу свідоцтва про народження від 1906 року проводився у співпраці з родиною пані Юневич за посередництва Генерального консульства Республіки Польща у Львові.[1]
- 10 червня 2018 року Теклі Юневич виповнилося 112 років і вона стала першою людиною в історії Польщі, яка досягла такого поважного віку.
- 10 червня 2019 року Теклі Юневич виповнилося 113 років. З цієї нагоди вона отримала вітального листа від прем'єр-міністра Польщі. У серпні 2019 року Теклю Юневич відвідав прем'єр-міністр Польщі.[1]
- 11 грудня 2019 року, після смерті італійської супердовгожительки Анни Бенерічетті-Ціматті (113 років, 264 дні) Текля Юневич стала четвертою найстарішою нині живою людиною в Європі та увійшла в десятку найстаріших нині живих людей у світі.[3]
- 24 грудня 2019 року, після смерті нідерландської супердовгожительки Ґерт'є Кюйнт'єс (114 років, 158 днів) Текля Юневич стала третьою найстарішою нині живою людиною в Європі (після Люсіль Рандон та Жанни Бот).[3]
- 10 червня 2020 року Текля Юневич відсвяткувала своє 114-річчя.
- 13 жовтня 2020 року Текля Юневич увійшла у список 100 найстаріших жінок в історії.
- 16 листопада 2020 року Текля Юневич увійшла в список 100 найстаріших повністю верифікованих людей в історії.
- 22 травня 2021 року, після смерті французької супердовгожительки Жанни Бот (116 років, 128 днів) Текля Юневич стала другою найстарішою нині живою людиною в Європі (після Люсіль Рандон) та 5-ю найстарішою нині живою людиною в світі.
- 10 червня 2021 року Текля Юневич відсвяткувала своє 115-річчя і стала 55-ю людиною в історії, яка досягла такого віку.
- Станом на липень 2021 року Текля Юневич входить у список 100 найстаріших повністю верифікованих людей в історії.[3]
- 19 квітня 2022 року, після смерті японської супердовгожительки Танака Кане (119 років, 107 днів) Текля Юневич стала другою найстарішою нині живою людиною в світі (після Люсіль Рандон).[3]